# Helene Madisonová
Helene Madisonová, nepřechýleně Helene Madison (19. června 1913, South Bend – 27. listopadu 1970, Seattle) byla americká plavkyně. Na olympijských hrách 1932 v Los Angeles získala tři zlaté medaile, když vyhrála oba tehdy vypsané individuální kraulařské závody i štafetu. Ve své kariéře vytvořila šestnáct světových rekordů na tratích od 100 m do 1500 m volným způsobem. V roce 1931 se stala první vítězkou ankety Associated Press sportovec roku.
Hrála menší role ve filmech The Warrior's Husband a The Human Fish. Jako profesionálka nemohla startovat na olympiádě v roce 1936. Působila pak jako trenérka, mezi jejími svěřenkyněmi byla i olympijská medailistka Nancy Rameyová.  Roku 1966 byla uvedena do Mezinárodní plavecké síně slávy. V Seattlu je po ní pojmenován plavecký stadion Helene Madison Pool.